# Claude Monet pictând în atelierul său
Claude Monet pictând în atelierul său sau Monet în barca sa este o pictură în ulei pe pânză din 1874 a pictorului francez Édouard Manet. Pictura îl prezintă pe prietenu său, Claude Monet pictând în „barca sa atelier” alături de soția sa. Aceasta era o barcă veche pe care Monet a cumpărat-o în jurul anului 1871 sau 1872, de pe care a remarcat lumina de pe Sena - Daubigny avea și o el o barcă-atelier numită Bottin. Împreună cu Familia Monet în grădina lor și Argenteuil, a fost unul dintr-o serie de tablouri realizate în timpul unei veri pe care Manet a petrecut-o alături de Monet. Lucrarea se află acum în Neue Pinakothek.